# Газопровод Довлетабад — Серахс — Хангиран
Трубопровод Довлетабад – Серахс – Хангиран (также известный как трубопровод Довлетабад – Салып Яр) — газопровод из Довлетабада в Туркменистане, где находится месторождение природного газа, в Хангиран в Иране. Там газопровод соединен с Иранским магистральным газопроводом. Это позволяет диверсифицировать маршруты экспорта газа Туркменистана, удваивая экспорт газа в Иран. Что касается Ирана, этот трубопровод позволяет стране справляться с нехваткой газа в его северных регионах и улучшать свою репутацию торгового партнера в Каспийском регионе. Газ начал передаваться 3 января 2010 года, и 6 января 2010 года на церемонии в Туркменистане был открыт газопровод.

## История и открытие
Решение о строительстве трубопровода было принято в июле 2009 года. Строительство газопровода было завершено в октябре 2009 года и было открыто 6 января 2010 года президентами Махмудом Ахмадинежадом и Гурбангулы Бердымухамедовым на церемонии, проведенной в приграничной деревне Салып Яр (Серахс) в Ахалском велаяте Туркменистана. На открытии Ахмадинежад сказал: «Эти два проекта являются не просто экономическими проектами, но и признаком глубоких связей и интереса двух стран, а также справедливых отношений двух стран в регионе. Этот трубопровод станет хорошим стимулом для энергетического сотрудничества между Туркменистаном и Ираном, а также для доставки туркменского газа в Персидский залив и на мировой рынок». В церемонии также приняли участие министр энергетики и природных ресурсов Турции Танер Йылдыз и президент Исламского банка развития Ахмед Мухаммед Али аль-Мадани.

## Технические особенности
Общая протяженность газопровода составляет 182 километра. Трубопровод начинается на Довлетабадском газовом месторождении, где он ответвляется от трубопровода Довлетабад — Дерялык (газопроводная система Центральная Азия — Центр). В 30,5 километрах находится Серахс, далее трубопровод пересекает ирано-туркменскую границу. Следующие 35 километров газопровода позволяют перекачать газ на газоперерабатывающий завод Шахид Хашеминеджад в Хангиран, провинция Хорасан. Позже трубопровод будет продлен до района Сангбаст.
Трубопровод имеет начальную пропускную способность 6 миллиардов кубометров природного газа в год, который в дальнейшем будет увеличен до 12 млрд кубометров. В сочетании с другими, меньшими по размеру трубопроводами Туркменистан-Иран и Корпже-Курт-Куи, Туркменистан сможет транспортировать до 20 млрд кубометров. Трубопровод имеет диаметр 1200 мм. Стоимость строительства трубопровода составила 180 миллионов долларов США.